# Stig Fredriksson
Pour les articles homonymes, voir Fredriksson.
Stig Fredriksson, né le 6 mars 1956 à Sorsele (Suède), est un footballeur suédois, évoluant au poste de défenseur. Au cours de sa carrière, il évolue au Gimonäs CK, au Västerås SK FK et à l'IFK Göteborg, ainsi qu'en équipe de Suède.
Fredriksson marque deux buts lors de ses cinquante-six sélections avec l'équipe de Suède entre 1979 et 1987. 

## Biographie

### En club
Avec l'IFK Göteborg, il remporte deux Coupes de l'UEFA, quatre championnats de Suède, et enfin deux Coupes de Suède. Il inscrit un but lors de la finale retour de la Coupe UEFA 1982 contre le club allemand du Hambourg SV.
En Coupe d'Europe des clubs champions, son bilan est de 15 matchs joués, pour 3 buts marqués. Le 19 septembre 1984, il inscrit un doublé contre le modeste club luxembourgeois de l'Avenir Beggen. Il atteint avec l'IFK Göteborg les demi-finales de cette compétition en 1986, en étant éliminé par le club espagnol du FC Barcelone.
Son bilan dans les championnats suédois (première et deuxième division uniquement) est de 252 matchs joués, pour 31 buts marqués.

### En équipe nationale
Stig Fredriksson reçoit 56 sélections et inscrit deux buts en équipe de Suède entre 1979 et 1987.
Il joue son premier match en équipe nationale le 19 avril 1979 contre l'Union soviétique, et son dernier le 23 septembre 1987 contre le Portugal.
Il inscrit deux buts avec la Suède : contre l'Islande le 17 août 1983, puis contre Malte le 16 novembre 1986. Il porte 15 fois consécutivement le brassard de capitaine de la sélection suédoise, entre 1985 et 1987.

## Carrière de joueur
- 1975-1977 : Gimonäs CK
- 1977-1981 : Västerås SK FK
- 1981-1987 : IFK Göteborg

## Palmarès

### En équipe nationale
- 56 sélections et 2 buts avec l'équipe de Suède entre 1979 et 1987

### Avec l'IFK Göteborg
- Vainqueur de la coupe de l'UEFA en 1982 et 1987
- Vainqueur du championnat de Suède en 1982, 1983, 1984 et 1987
- Vainqueur de la coupe de Suède en 1982 et 1983